# Хенни, Лука
Лука Хенни (нем. Luca Hänni, род. 8 октября 1994 года в Берне) — швейцарский певец. Победитель 9-го сезона немецкого телешоу талантов «Германия ищет суперзвезду» (2012). Представитель своей страны на «Евровидении-2019» в Тель-Авиве, где с песней «She Got Me» занял 4-е место.

## Биография
Родился в столице Швейцарии городе Берне 8 октября 1994 года.
К 9 годам уже начал играть на гитаре и фортепиано. За годы самостоятельно научился играть.
Со временем его интерес к музыке не утих, и, выбрав было профессию каменщика, Лука всё-таки решил посвятить себя музыке.
Бросив учёбу, решил принять участие в телешоу талантов «Германия ищёт суперзвезду» (немецкой версии «Американского идола»). Принял участие в нём в 2012 году и победил, получив денежный приз в 500 000 евро и контракт с Universal Music.
Так началась его профессиональная карьера. Дебютная песня Луки — «Don’t Think About Me» (автор и продюсер: Дитер Болен) — поднялась на 1-е место в Германии, Австрии и Швейцарии.
На конкурсе «Евровидение 2017» объявлял голоса профессионального жюри от Швейцарии.
В 2017 году принял участие в немецком телевизионном конкурсе Dance Dance Dance (на телеканале RTL).

## Дискография

### Альбомы
| Название                             | Информация                                                                         |
| ------------------------------------ | ---------------------------------------------------------------------------------- |
| My Name Is Luca                      | - Релиз: 18 мая 2012 - Лейбл: Universal - Формат: CD, digital download.            |
| Living the Dream                     | - Релиз: 19 апреля 2013 - Лейбл: Universal - Формат: CD, digital download.         |
| Dance Until We Die (с Christopher S) | - Релиз: 11 апреля 2014 - Лейбл: Future Soundz - Формат: CD, digital download.     |
| When We Wake Up                      | - Релиз: 18 сентября 2015 - Лейбл: Muve Recordings - Формат: CD, digital download. |
| 110 Karat                            | - Релиз: 9 октября 2020 - Лейбл: Muve Recordings - Формат: CD, digital download.   |

### Синглы
| Название                                 | Год  | Сертификация         | Альбом              |
| ---------------------------------------- | ---- | -------------------- | ------------------- |
| «Don't Think About Me»                   | 2012 | - IFPI SWI: Gold     | My Name Is Luca     |
| «I Will Die for You»                     | 2012 |                      | My Name Is Luca     |
| «Shameless»                              | 2013 |                      | Living the Dream    |
| «I Can't Get No Sleep» (с Christopher S) | 2014 |                      | Dance Until We Die  |
| «Good Time» (c Christopher S)            | 2014 |                      | Dance Until We Die  |
| «Only One You»                           | 2014 |                      | Без альбома.        |
| «Set the World on Fire»                  | 2015 |                      | When We Wake Up     |
| «Wonderful»                              | 2015 |                      | When We Wake Up     |
| «Powder»                                 | 2017 |                      | 110 Karat           |
| «Signs»                                  | 2018 |                      | 110 Karat           |
| «She Got Me»                             | 2019 | - IFPI SWI: Platinum | 110 Karat           |
| «Bella Bella»                            | 2019 |                      | 110 Karat           |
| «Nebenbei»                               | 2019 |                      | 110 Karat           |
| «Nie mehr allein»                        | 2020 |                      | 110 Karat           |
| «Diamant»                                | 2020 |                      | 110 Karat           |
| «Wo warst du»                            | 2021 |                      | Не альбомные синглы |
| «Durch die Nacht» (c Sunlike Brothers)   | 2021 |                      | Не альбомные синглы |
| «Dynamit»                                | 2021 |                      | Не альбомные синглы |